# Disparia wilemani
Disparia wilemani är en fjärilsart som beskrevs av Matsumura 1925. Disparia wilemani ingår i släktet Disparia och familjen tandspinnare. Inga underarter finns listade i Catalogue of Life.